# Chi Mẫu đơn
Chi Mẫu đơn (đôi khi có tài liệu gọi là chi Bạch thược, danh pháp khoa học: Paeonia) là chi duy nhất trong họ Mẫu đơn (Paeoniaceae). Các loài trong chi này có nguồn gốc ở châu Á, miền nam châu Âu và miền tây Bắc Mỹ.

## Đặc điểm
Cây bụi hoặc cây thảo sống lâu năm, cao đến 3,5m. Rễ nhiều thịt, mập nhưng thu nhỏ dần về phía chóp, hoặc có dạng củ. Thân (ở cây thảo) hoặc cành con của năm hiện tại (ở cây bụi) thon búp măng, với một số vảy bền ở gốc. Lá mọc cách, lá kép; 1-3 lá ở đầu gần phát triển tốt nhất, 1-3- lá chét 3 hoặc 1- hoặc 2-lá chét 2; các chét lá nguyên hoặc chia nhỏ. Hoa đơn độc và ở đầu cành, hoặc 2 hoặc nhiều hơn trên mỗi chồi và cả đầu cuối và cả ở nách lá, đường kính trên 4 cm. Lá bắc 1-6, dạng lá, thay đổi về hình dạng và kích thước, dần biến thành lá đài. Lá đài 2-9, thay đổi về hình dạng và kích thước. Cánh hoa 4-13, thay đổi về màu sắc. Nhị tới 230; chỉ nhị và bao phấn thay đổi về màu sắc. Đĩa (tiết mật hoặc không) dạng da hoặc mọng thịt, hình khuyên (ở cây thảo) hoặc kéo dài thành bẹ và bao lấy 1/3 đến toàn bộ lá noãn (ở cây bụi). Lá noãn 1-5(- 8), rời, nhẵn nhụi hoặc có lông; noãn nhiều, xếp thành hai hàng dọc theo đường khớp ở mặt bụng. Vòi nhụy có hoặc không; đầu nhụy dẹt bên, uốn ngược, có mào. Quả là quả đại. Hạt màu đen hoặc nâu sẫm, hình cầu hoặc hình trứng-hình cầu, đường kính tới 1,3 cm.
Phần lớn các loài là cây thân thảo thường xanh, cao khoảng 0,5–1,5 m, nhưng một số loài là cây bụi thân gỗ cao tới 1,5–3 m. Chúng có các lá kép, xẻ thùy sâu và hoa lớn, thường có mùi thơm, có màu từ đỏ tới trắng hay vàng, hoa nở vào cuối mùa xuân hay đầu mùa hè. Trong quá khứ, các loài mẫu đơn / thược dược này đã được phân loại trong họ Mao lương (Ranunculaceae), cùng với các loài cỏ chân ngỗng và lê lư.

## Các loài

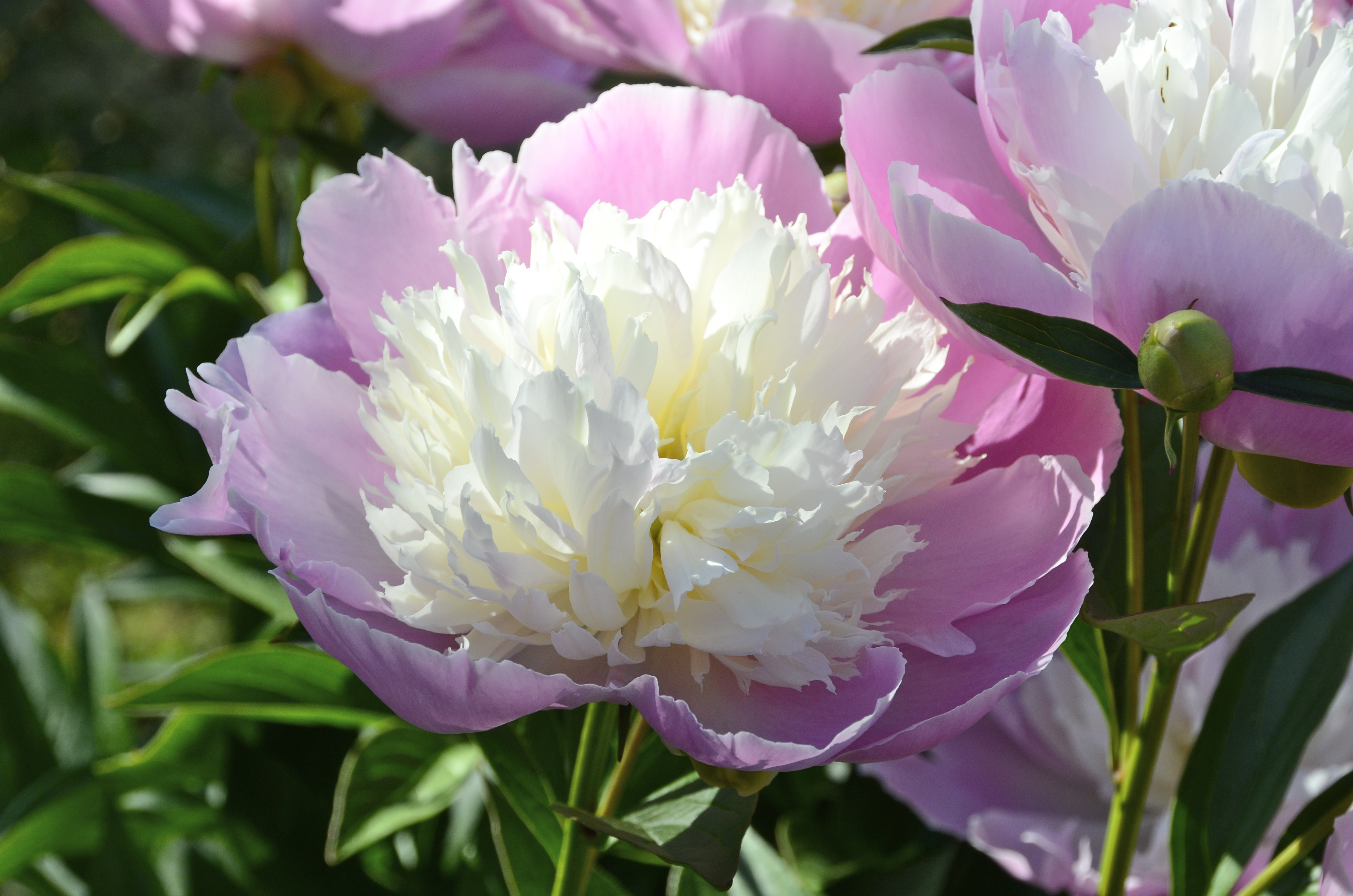
Thược dược Trung Quốc

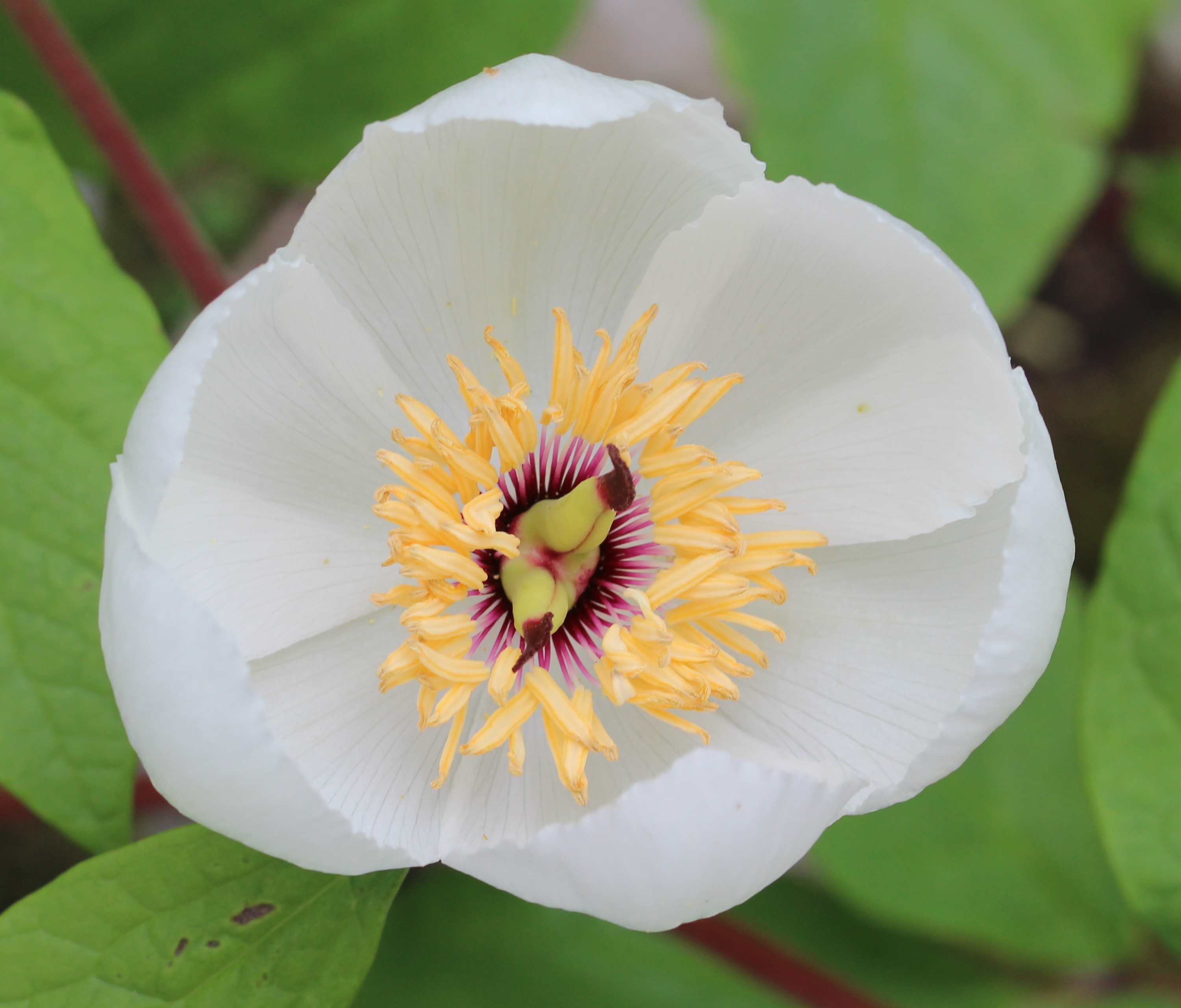
Thược dược Nhật Bản

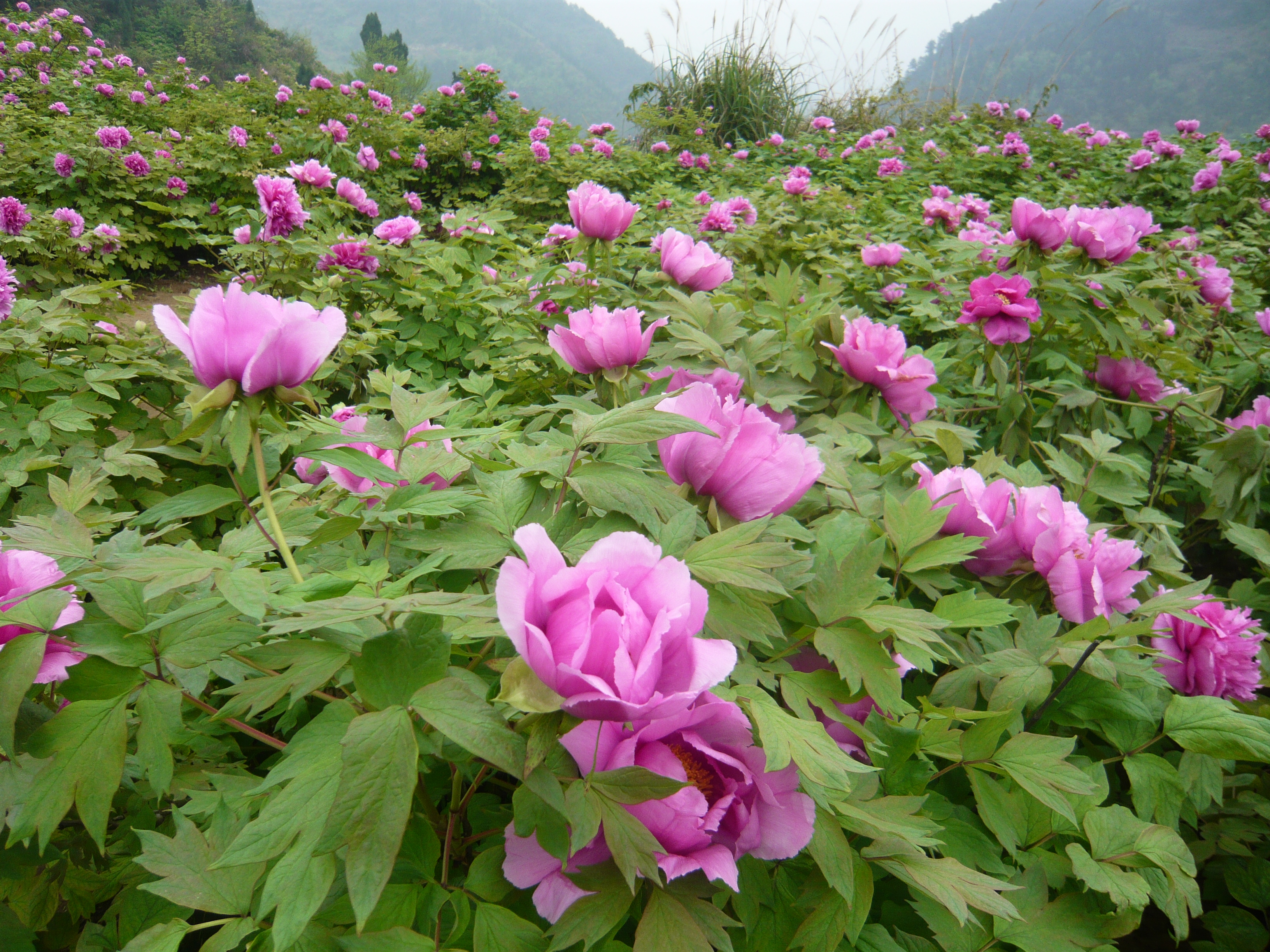
Paeonia × suffruticosa

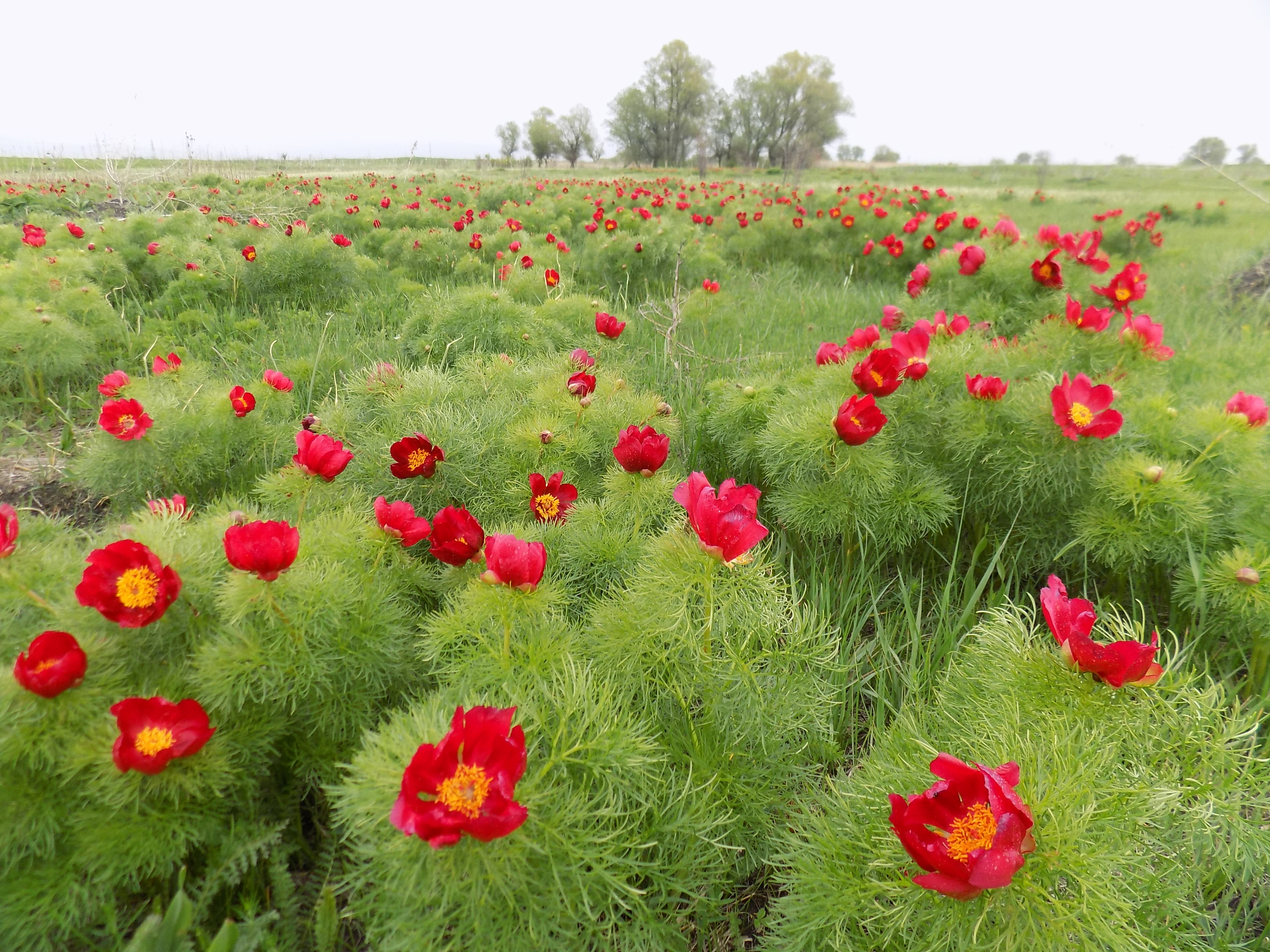
Paeonia tenuifolia

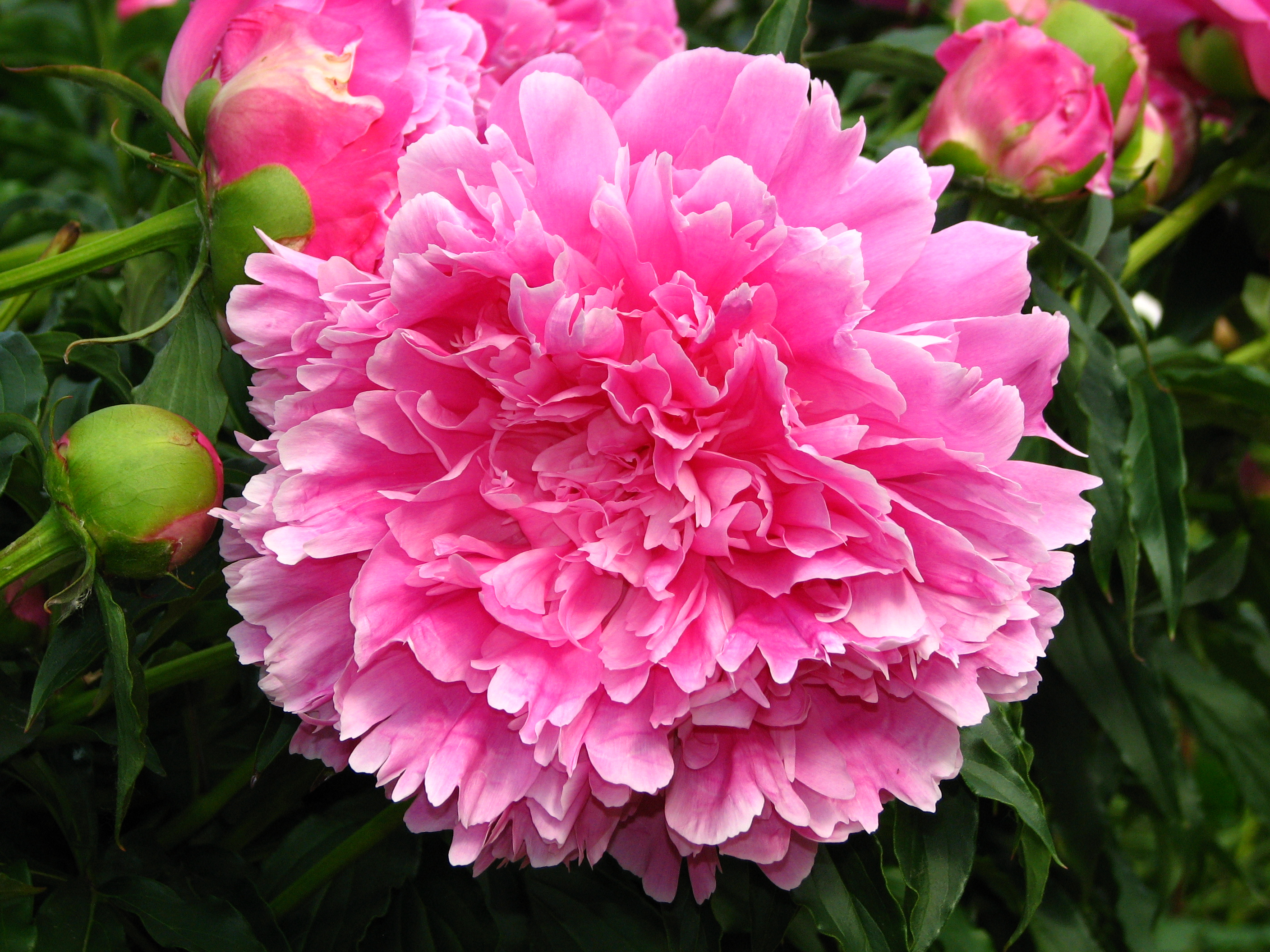
Paeonia lactiflora

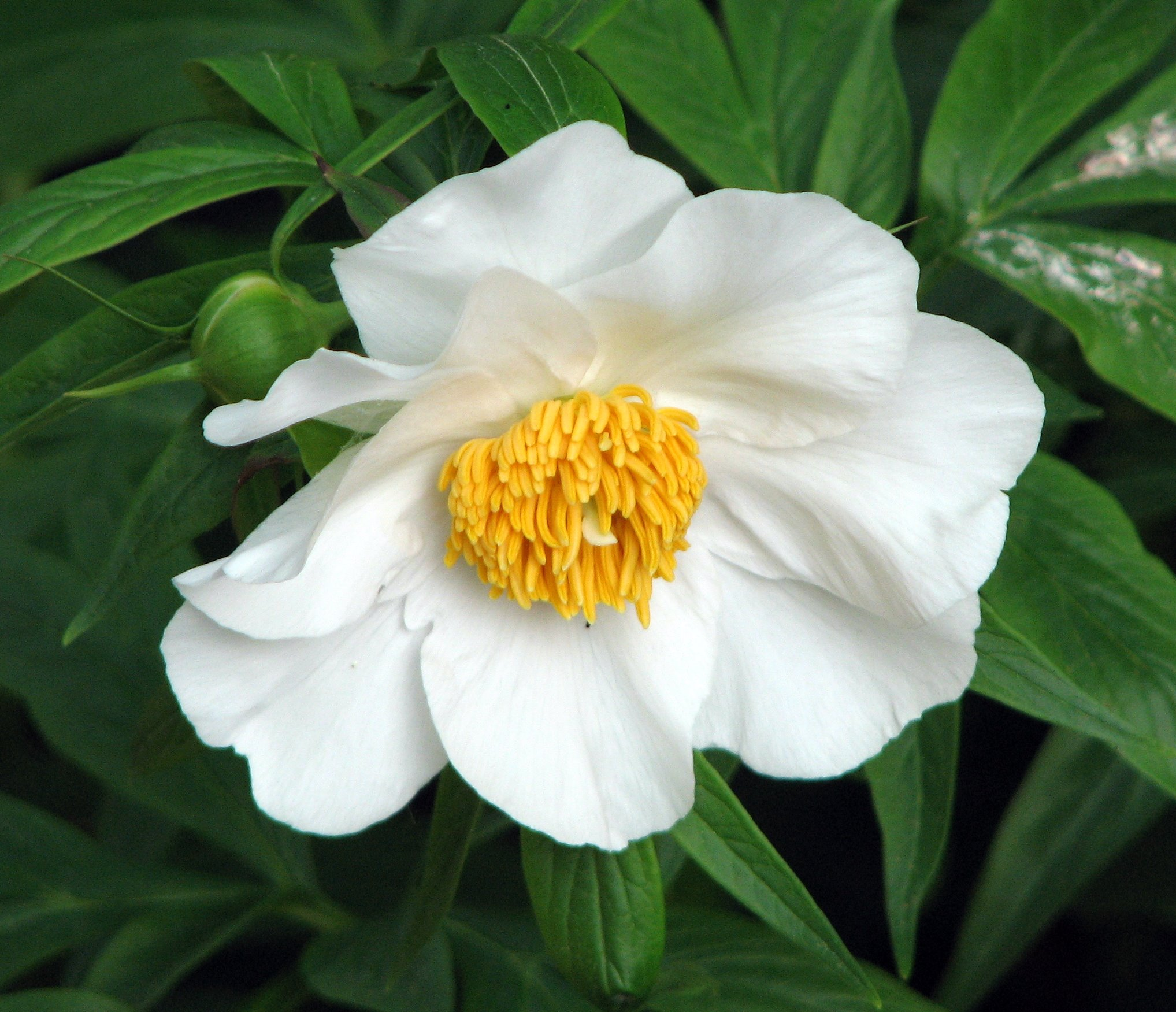
Paeonia emodi

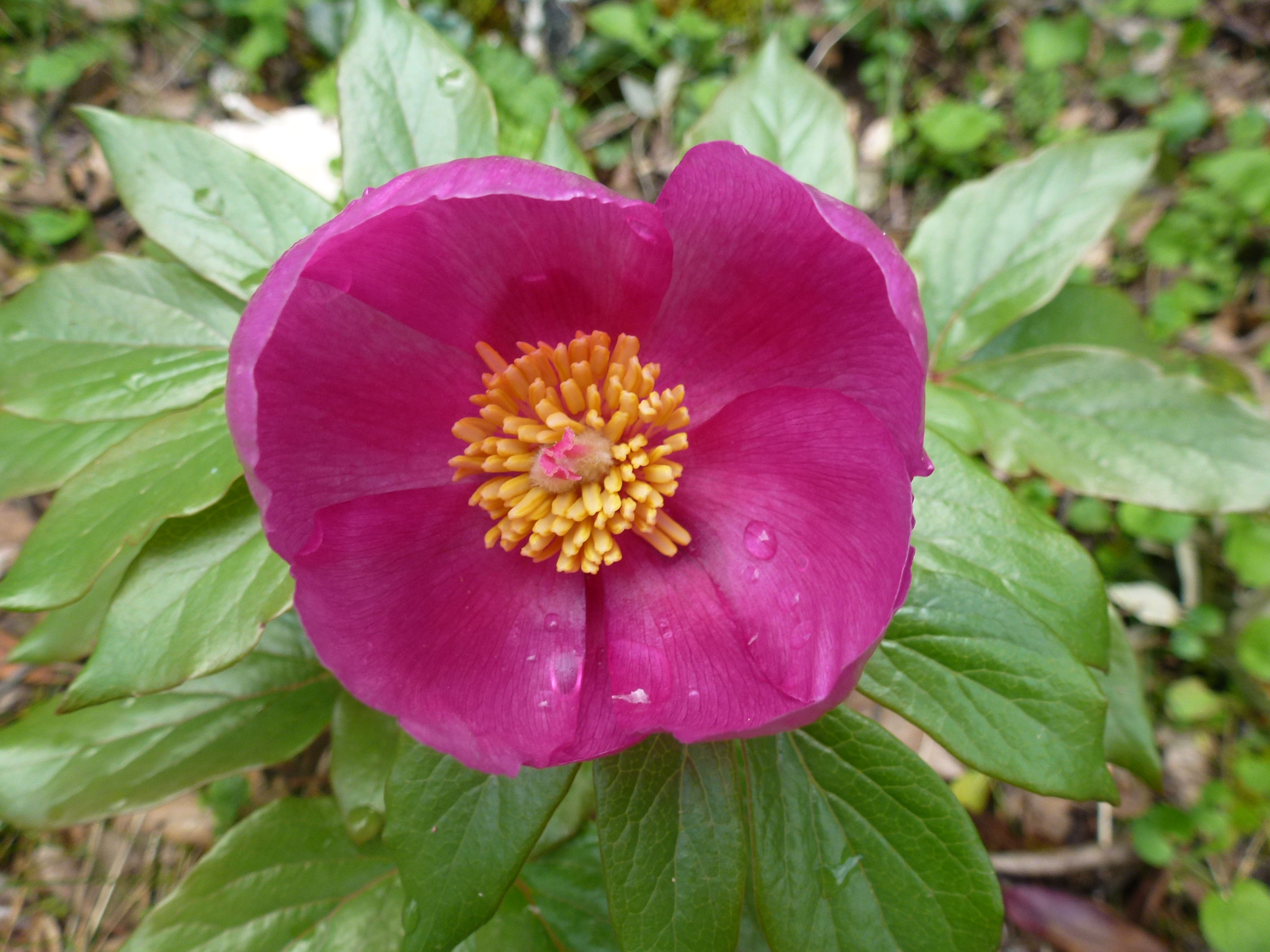
Paeonia mascula

Hiện tại người ta ghi nhận 35 loài và 6 loài lai ghép trong Paeonia. Phân chia dưới đây sắp xếp theo từng tổ và phân tổ.

### TổPaeoniae
Toàn bộ các loài thân thảo chủ yếu ở đại lục Á-Âu.
- Paeonia algeriensis Chabert, 1889: Bắc Algeria.
- Paeonia anomala L., 1771 - Thược dược lá hẹp: Từ đông bắc Nga (phần thuộc châu Âu) tới Kazakhstan, Mông Cổ, tây Trung Quốc.
  - Paeonia anomala subsp. anomala - Thược dược Tân Cương.
  - Paeonia anomala subsp. veitchii (Lynch) D.Y.Hong & K.Y.Pan, 2001 - Xích thược Tứ Xuyên: Đông Tây Tạng tới bắc và trung Trung Quốc.
- Paeonia archibaldii Ruksans, 2018: Iran.
- Paeonia arietina G.Anderson, 1818: Albania, đông bắc Italia, Bắc Kavkaz, Romania, bắc Thổ Nhĩ Kỳ, Nam Tư cũ.
- Paeonia broteri Boiss. & Reut., 1842: Bán đảo Iberia.
- Paeonia cambessedesii (Willk.) Willk., 1880: Quần đảo Baleares.
- Paeonia cathayana D.Y.Hong & K.Y.Pan, 2007: Trung Quốc (tây Hà Nam, tây Hồ Bắc).
- Paeonia clusii Stern, 1940: Hy Lạp (các nhóm đảo Kriti, Kárpathos, Rodos).
- Paeonia coriacea Boiss., 1838: Từ miền trung Tây Ban Nha tới Morocco.
- Paeonia corsica Sieber ex Tausch, 1828: Pháp (đảo Corse), Italia (đảo Sardegna), tây Hy Lạp.
- Paeonia daurica Andrews, 1812: Từ đông nam châu Âu tới Krym, Kavkaz, Thổ Nhĩ Kỳ, Lebanon, bắc Iran.
- Paeonia emodi Royle, 1834 - Hoa thược dược: Miền đông Afghanistan, Pakistan, Trung Quốc (tây nam Tây Tạng), tây Nepal.
- Paeonia intermedia C.A.Mey., 1830 - Thược dược rễ cục: Nga (Altai), Kazakhstan, Kirgizstan, Tadzhikistan, Uzbekistan, Trung Quốc (Tân Cương).
- Paeonia kesrouanensis (J.Thiébaut) J.Thiébaut, 1936: Miền nam Thổ Nhĩ Kỳ, Lebanon.
- Paeonia lactiflora Pall., 1776 - Bạch thược trắng, thược dược: Từ đông nam Siberi tới Mông Cổ, bắc và đông Trung Quốc. Du nhập vào bán đảo Triều Tiên, đông bắc Hoa Kỳ, Tiệp Khắc cũ. Dạng hoa trắng được du nhập vào Việt Nam.
- Paeonia mairei H.Lév., 1939 - Thược dược đẹp: Miền trung Trung Quốc.
- Paeonia mascula (L.) Mill., 1768: Vùng ven phía bắc và phía đông Địa Trung Hải, từ miền trung Pháp và miền bắc Tây Ban Nha kéo dài về phía đông tới miền bắc Iran. Du nhập vào đảo Anh, Áo.
- Paeonia obovata Maxim., 1859 - Thược dược cỏ: Trung Quốc, Viễn Đông Nga, bán đảo Triều Tiên, Nhật Bản.
  - Paeonia obovata subsp. japonica (Makino) Halda, 1997
  - Paeonia obovata subsp. obovata
  - Paeonia obovata subsp. willmottiae (Stapf) D.Y.Hong & K.Y.Pan, 2000: Thược dược cỏ lá lông.
- Paeonia officinalis L., 1753 không Thunb., 1784: Miền nam châu Âu. Du nhập vào miền trung Nga (phần châu Âu), Tiệp Khắc cũ, Hoa Kỳ (Vermont).
- Paeonia parnassica Tzanoud., 1984: Trung nam Hy Lạp.
- Paeonia peregrina Mill., 1768: Đông nam châu Âu (từ miền trung Italia tới Ukraina), Thổ Nhĩ Kỳ.
- Paeonia sandrae Camarda, 2015: Italia (tây bắc đảo Sardegna).
- Paeonia saueri D.Y.Hong, Xiao Q.Wang & D.M.Zhang, 2004: Nam Albania, đông bắc Hy Lạp.
- Paeonia sterniana H.R.Fletcher, 1959 - Thược dược hoa trắng: Đông nam Tây Tạng.
- Paeonia tenuifolia L., 1759: Nga (Altai, Krym, bắc Kavkaz, nam phần châu Âu), Bulgaria, Romania, Kavkaz, Nam Tư cũ.
- Paeonia wendelboi Ruksans & Zetterl., 2014: Iran.
- Paeonia × baokangensis Z.L.Dai & T.Hong, 1997: Trung Quốc (Hồ Bắc).
- Paeonia × kayae Özhatay, 2014: Thổ Nhĩ Kỳ.
- Paeonia × maleevii Kem.-Nath. ex Mordak & Punina, 2011: Krym.
- Paeonia × saundersii Stebbins, 1939: Krym, tây Kavkaz.
- Paeonia × yananensis T.Hong & M.R.Li, 1992: Trung Quốc (Thiểm Tây).

### TổOnaepia
- Paeonia brownii Douglas ex Hook., 1829: Miền tây Hoa Kỳ.
- Paeonia californica Nutt., 1838: Nam California tới bắc Mexico.

### TổMoudan
Tổ Moudan bao gồm 8 loài cây bụi thân gỗ, được chia tiếp thành 2 phân tổ là Vaginatae và Delavayanae.
- Phân tổ Delavayanae:
  - Paeonia delavayi Franch., 1887 - Mẫu đơn dại: Trung Quốc (từ đông
  - Paeonia ludlowii (Stern & G.Taylor) D.Y.Hong, 1997 - Mẫu đơn vàng hoa lớn: Đông nam Tây Tạng.
  - Phân tổ Vaginatae
  - Paeonia decomposita Hand.-Mazz., 1939: Trung Quốc (tây bắc Tứ Xuyên).
    - Paeonia decomposita subsp. decomposita – Mẫu đơn Tứ Xuyên.
    - Paeonia decomposita subsp. rotundiloba D.Y.Hong, 1997 – Mẫu đơn Tứ Xuyên thùy tròn.

Tây Tạng tới Vân Nam và tây Tứ Xuyên).
- - Paeonia jishanensis T.Hong & W.Z.Zhao, 1992 - Mẫu đơn lùn: Trung Quốc (từ trung Thiểm Tây tới bắc Hà Nam).
  - Paeonia ostii T.Hong & J.X.Zhang, 1992 - Phượng đơn: Trung Quốc (tây Hà Nam tới An Huy).
  - Paeonia qiui Y.L.Pei & D.Y.Hong, 1995 - Mẫu đơn lá trứng: Trung Quốc (tây Hà Nam, tây Hồ Bắc).
  - Paeonia rockii (S.G.Haw & Lauener) T.Hong & J.J.Li ex D.Y.Hong, 1998 - Mẫu đơn vằn tím: Trung Quốc.
    - Paeonia rockii subsp. atava (Brühl) D.Y.Hong & K.Y.Pan, 2005
    - Paeonia rockii subsp. rockii

  - Paeonia × suffruticosa Andrews, 1804 - Bạch thược cao, mẫu đơn, mẫu đơn bụi, mẫu đơn Suffruticosa: Đông nam Trung Quốc. Du nhập vào trung nam Trung Quốc, bán đảo Triều Tiên, Việt Nam.

## Biểu tượng và sử dụng
Hoa mẫu đơn là một trong số các hoa đã được sử dụng lâu nhất trong văn hóa trang trí và là một trong các biểu trưng quốc gia của Trung Quốc. Cùng với hoa mai, nó là biểu tượng thực vật truyền thống của quốc gia này, tại đây người ta gọi nó là 牡丹 (mẫu đơn). Từ đời nhà Tống, hoa mẫu đơn đã được phong là "hoa vương". Năm 1903, nhà Thanh tuyên bố rằng mẫu đơn là quốc hoa. Hiện nay, Trung Hoa dân quốc tại Đài Loan đã chọn hoa mai (Prunus mume) là quốc hoa, trong khi Cộng hòa Nhân dân Trung Hoa không có quốc hoa chính thức. Năm 1994, hoa mẫu đơn đã được đề nghị làm quốc hoa sau một cuộc trưng cầu dân ý khắp toàn quốc, nhưng Đại hội đại biểu nhân dân toàn quốc đã thất bại trong việc thông qua sự lựa chọn này. Năm 2003, một quá trình lựa chọn khác cũng đã được bắt đầu, nhưng cho tới năm 2006 thì vẫn chưa có sự chọn lựa nào được đưa ra. Tuy nhiên đến năm 2010, loại hoa này đã được công nhận chính thức là "quốc hoa" của Trung Quốc.
Thành phố cổ nổi tiếng Lạc Dương của Trung Quốc có danh tiếng như là trung tâm nuôi trồng các loài mẫu đơn. Trong lịch sử Trung Quốc, mẫu đơn của Lạc Dương luôn được coi là đẹp nhất. Hàng loạt các cuộc triển lãm hoa mẫu đơn cũng được tổ chức ở đây hàng năm.
Tại Nhật Bản, Paeonia lactiflora đã từng được gọi là ebisugusuri ("y học ngoại quốc"). Trong hán phương (sự sửa đổi lại của y học cổ truyền Trung Hoa cho thích hợp với Nhật Bản), rễ của các loài mẫu đơn được dùng để điều trị chứng co giật. Nó cũng được trồng làm cây cảnh. Người ta cũng cho rằng Paeonia lactiflora là "vua của các loài hoa".
Mẫu đơn cũng là loài hoa biểu trưng của bang Indiana, Mỹ. Năm 1957, Quốc hội bang Indiana đã thông qua một đạo luật để cho hoa mẫu đơn trở thành hoa biểu trưng của bang. Nó thay thế cho cúc zinnia là loài hoa biểu trưng của bang này từ năm 1931.
Các loài mẫu đơn có xu hướng thu hút kiến tới các nụ hoa. Đó là do mật hoa được tạo ra ở bên ngoài các nụ hoa này.

## Thư viện ảnh

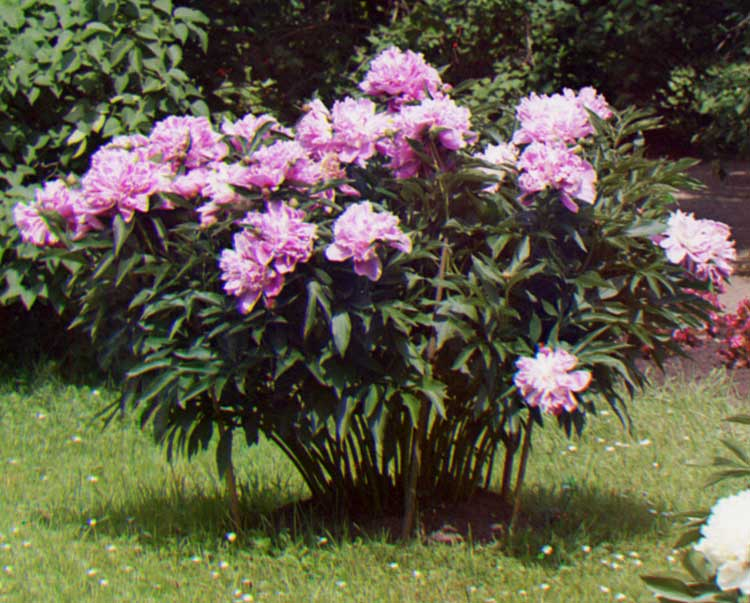
Một loại mẫu đơn lai
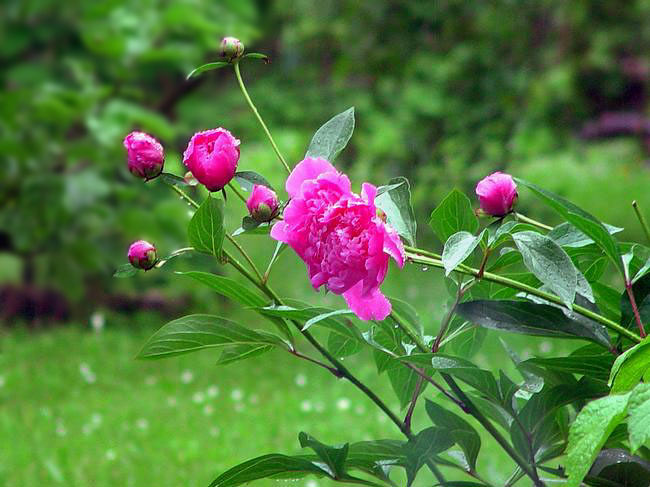
Một giống của Paeonia lactiflora
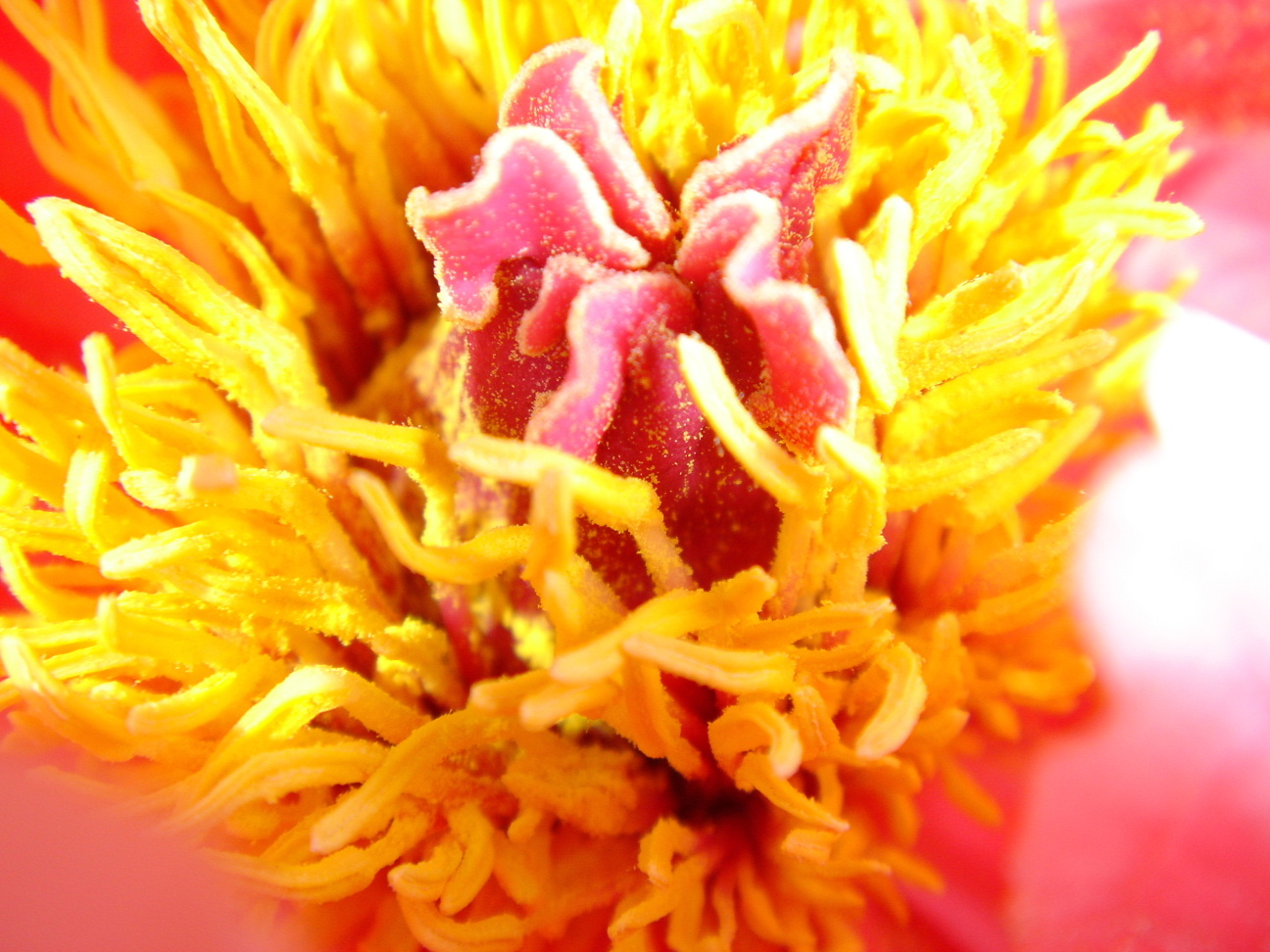
Paeonia suffruticosa
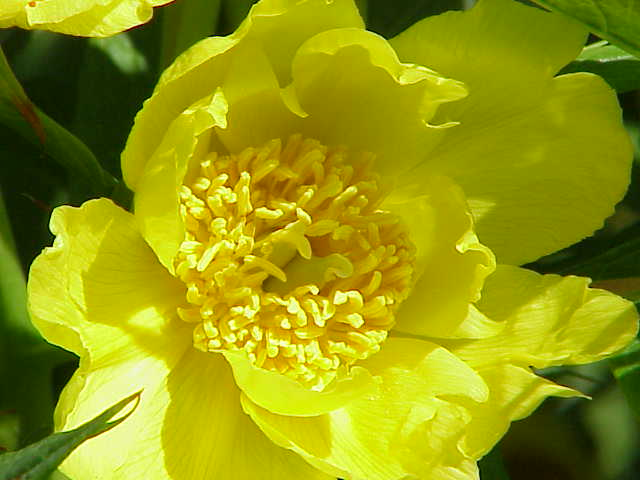
Paeonia ludlowii (đồng nghĩa Paeonia lutea thứ ludlowii)
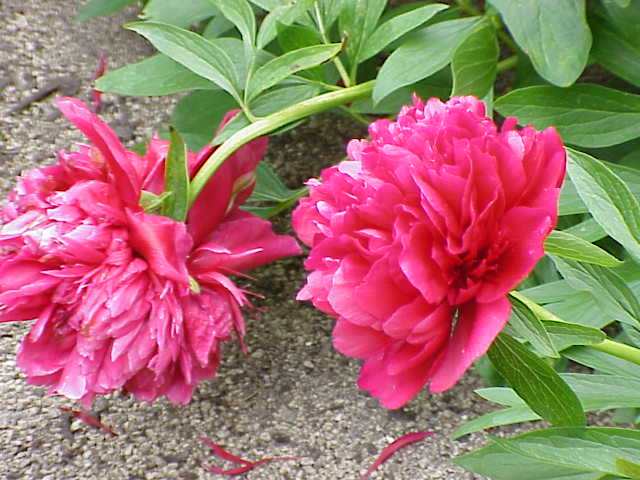
Giống hoa kép 'Rubra Plena' của Paeonia officinalis
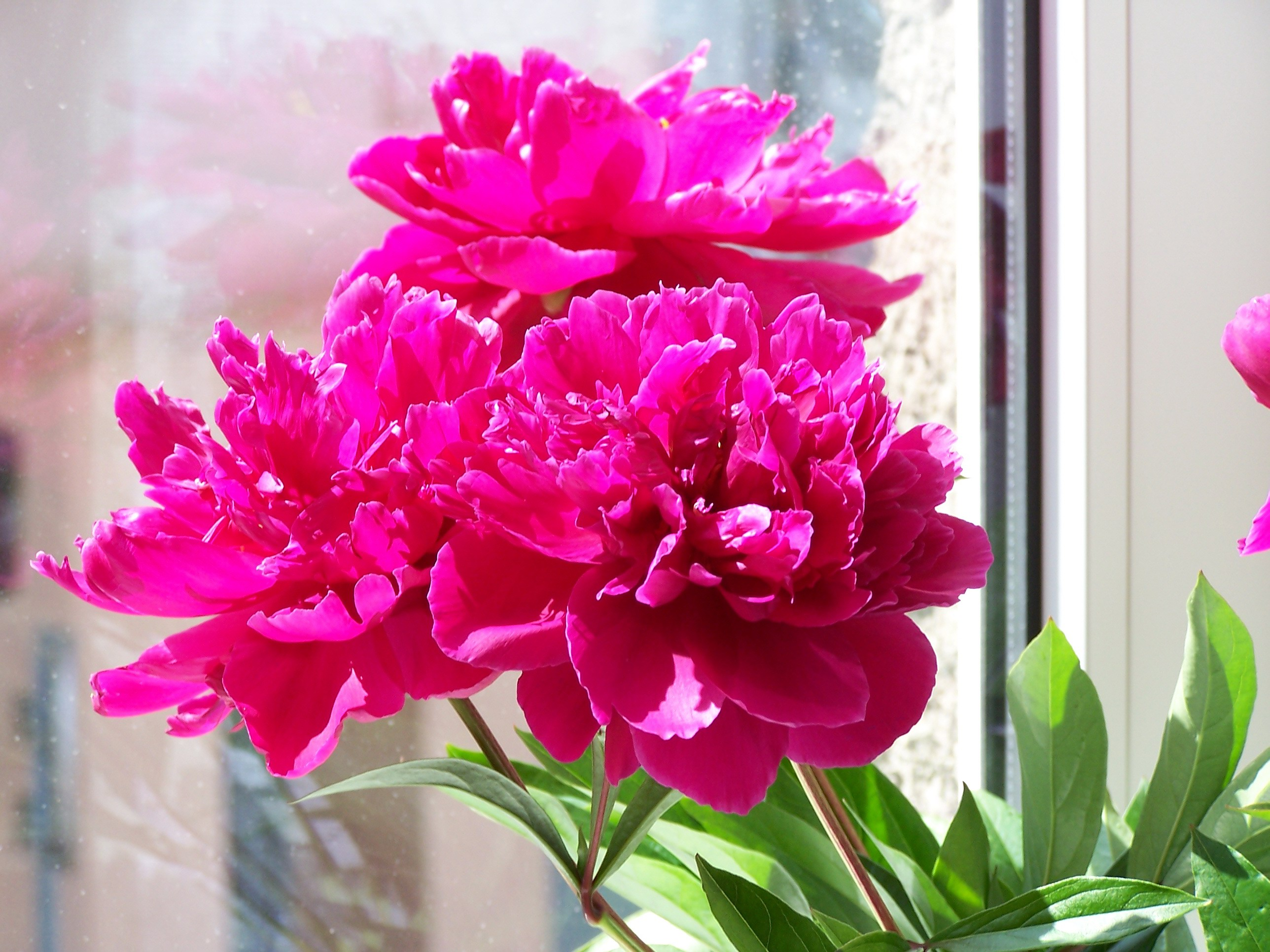
Một giống của Paeonia lactiflora
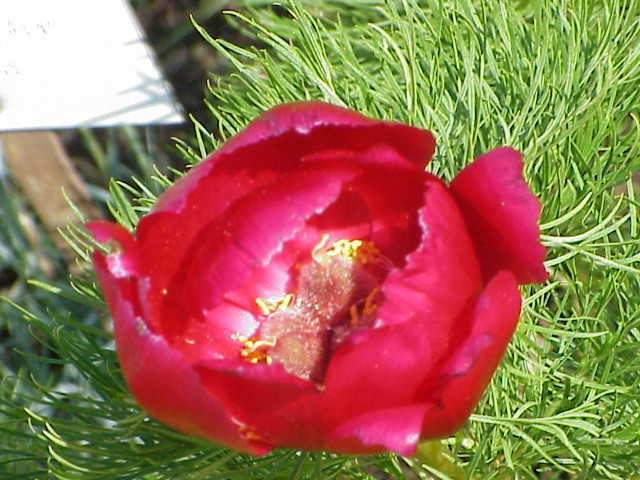
Paeonia tenuifolia